# Distrikt Llama (Mariscal Luzuriaga)

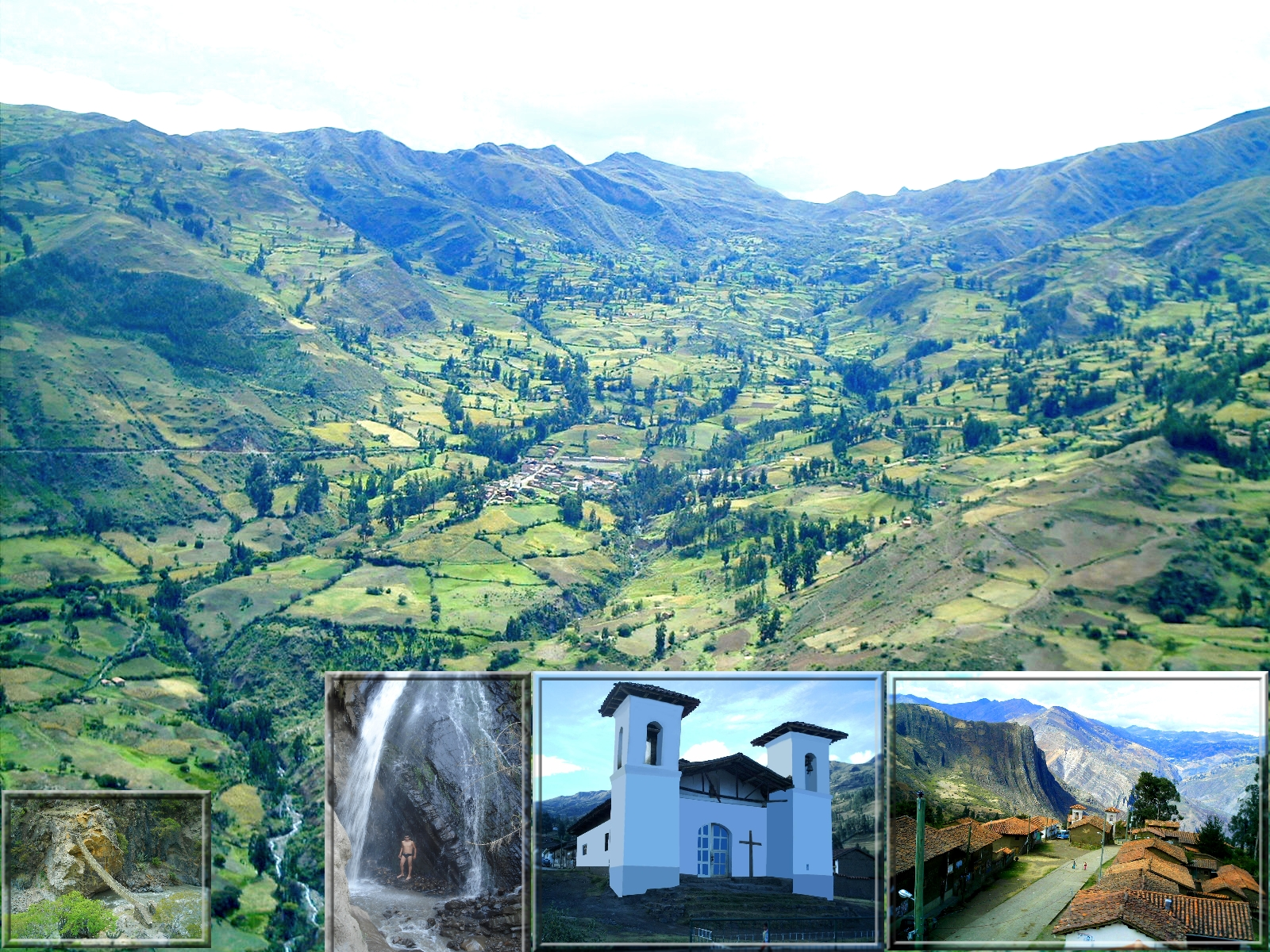

Der Distrikt Llama liegt in der Provinz Mariscal Luzuriaga in der Region Ancash in West-Peru. Der Distrikt wurde am 22. November 1905 gegründet. Er besitzt eine Fläche von 49,1 km². Beim Zensus 2017 wurden 1070 Einwohner gezählt. Im Jahr 1993 lag die Einwohnerzahl bei 1731, im Jahr 2007 bei 1392. Die Distriktverwaltung befindet sich in der 2821 m hoch gelegenen Ortschaft Llama mit 153 Einwohnern (Stand 2017). Llama liegt 8 km südöstlich der Provinzhauptstadt Piscobamba.

## Geographische Lage
Der Distrikt Llama liegt im Südosten der Provinz Mariscal Luzuriaga. Der Río Yanamayo fließt entlang der südlichen Distriktgrenze nach Osten.
Der Distrikt Llama grenzt im Westen und im Nordwesten an den Distrikt Musga, im Osten an den Distrikt Eleazar Guzmán Barrón sowie im Süden an die Distrikte San Nicolás und Yauya (beide in der Provinz Carlos Fermín Fitzcarrald).